# Bîrlivka, Drabiv
Bîrlivka (în ucraineană Бирлівка) este localitatea de reședință a comunei Bîrlivka din raionul Drabiv, regiunea Cerkasî, Ucraina.

## Demografie
Componența lingvistică a localității Bîrlivka
     Ucraineană (98,96%)
     Rusă (1,04%)
Conform recensământului din 2001, majoritatea populației localității Bîrlivka era vorbitoare de ucraineană (98,96%), existând în minoritate și vorbitori de rusă (1,04%).